# Dylan Covey
Dylan Charles Covey (né le 14 août 1991 à Glendale, Californie, États-Unis) est un lanceur droitier des Phillies de Philadelphie de la Ligue majeure de baseball.

## Carrière
Dylan Covey est repêché à deux reprises, mais il ne signe pas de contrat avec le premier club qui le réclame. Il est le 14e athlète sélectionné au total lors du repêchage 2010 des joueurs amateurs et est le choix de premier tour des Brewers de Milwaukee. Cependant, les négociations en vue de la signature d'un premier contrat sont parsemées d'embûches. Covey espère une prime à la signature d'au moins 2 millions de dollars,. Durant les négociations, Covey reçoit un diagnostic de diabète de type 1 ; bien que les Brewers soient toujours disposés à mettre le jeune homme sous contrat malgré son diagnostic, la famille repousse l'offre et le lanceur décide de rejoindre l'université de San Diego.
Covey signe finalement son premier contrat professionnel avec les Athletics d'Oakland, qui le choisissent au 4e tour de la séance de repêchage de 2013. Il joue 4 saisons de ligues mineures avec des clubs affiliés aux Athletics. Le 8 décembre 2016, il est réclamé par les White Sox de Chicago au repêchage de la règle 5.
Il fait ses débuts dans le baseball majeur le 14 avril 2017 comme lanceur partant des White Sox face aux Twins du Minnesota.